# Jay Gard
Jay Gard (* 5. November 1984 in Halle (Saale)) ist ein deutscher Künstler. Er lebt und arbeitet in Berlin.

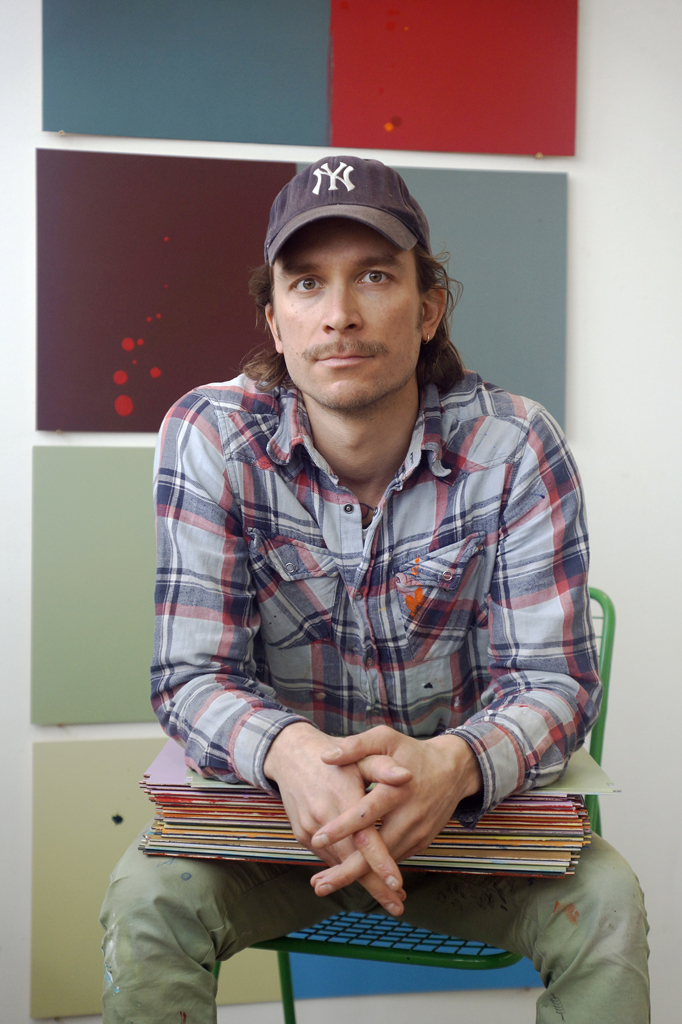
Jay Gard in seinem Studio, Berlin 2019

## Leben
Aufgewachsen in Karl-Marx-Stadt (heute: Chemnitz) erlebte Jay Gard seine frühe Kindheit in den ausgehenden Jahren der Deutschen Demokratischen Republik (DDR). Der Sohn einer Textilgestalterin und eines Industriedesigners studierte nach dem Abitur zunächst einige Semester Malerei und Grafik an der Hochschule für Kunst und Design (Burg Giebichenstein) in Halle/Saale. Von 2006 bis 2008 arbeitete er in New York für den US-amerikanischen Künstler Tom Sachs und in Berlin für den deutschen Künstler Thomas Demand. Sein Studium setzte er 2008 in Leipzig an der Hochschule für Grafik und Buchkunst (HGB) in der Klasse für Installation und Raum bei Joachim Blank fort. 2010 gründete er das Label  VEGA-Leipzig, für das er unterschiedliche Audio-Objekte entwarf und umsetzte. Seit 2012 lebt und arbeitet er in Berlin.

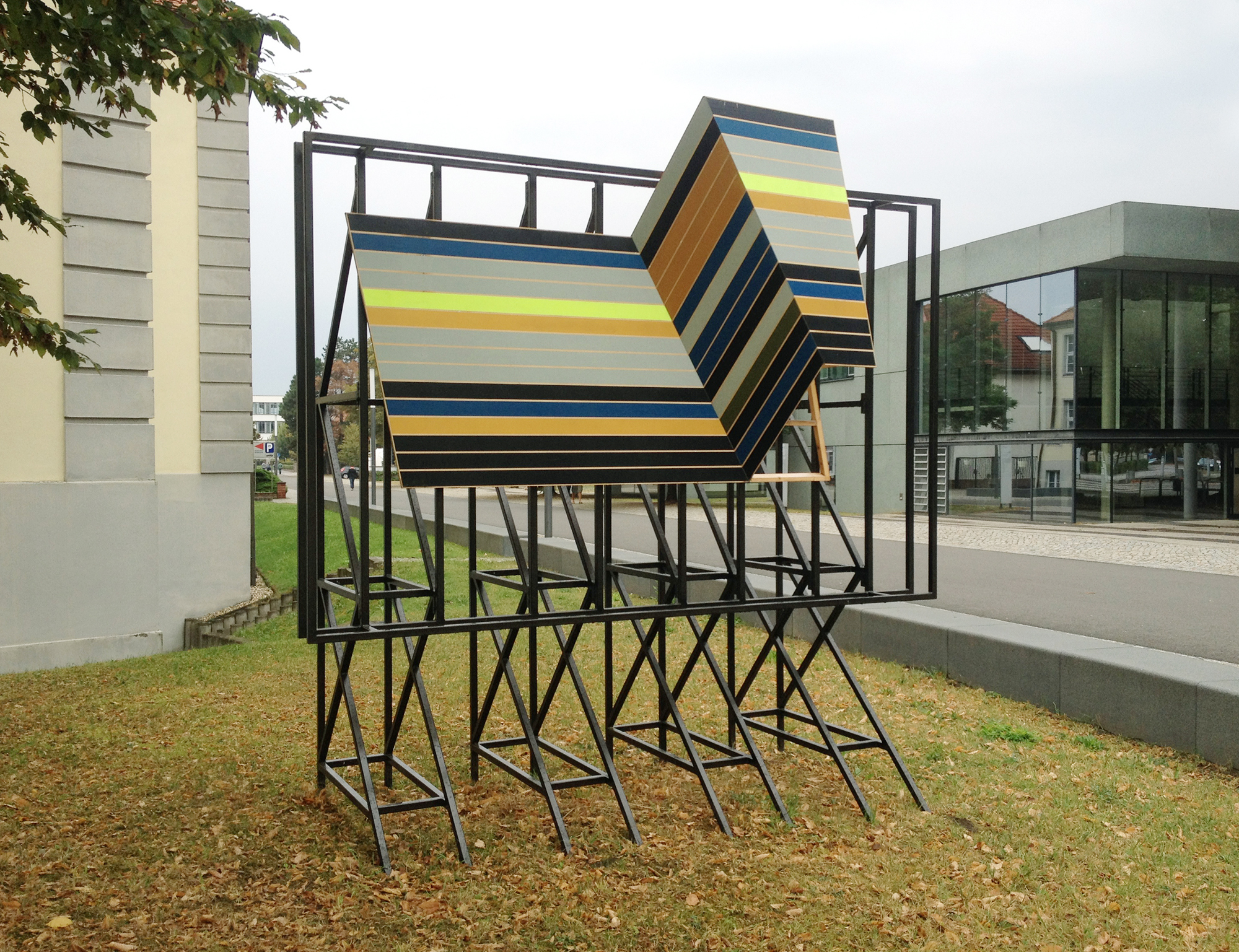
Jay Gard, Deffke Billboard, Signale der Moderne, Bauhaus Dessau, 2016

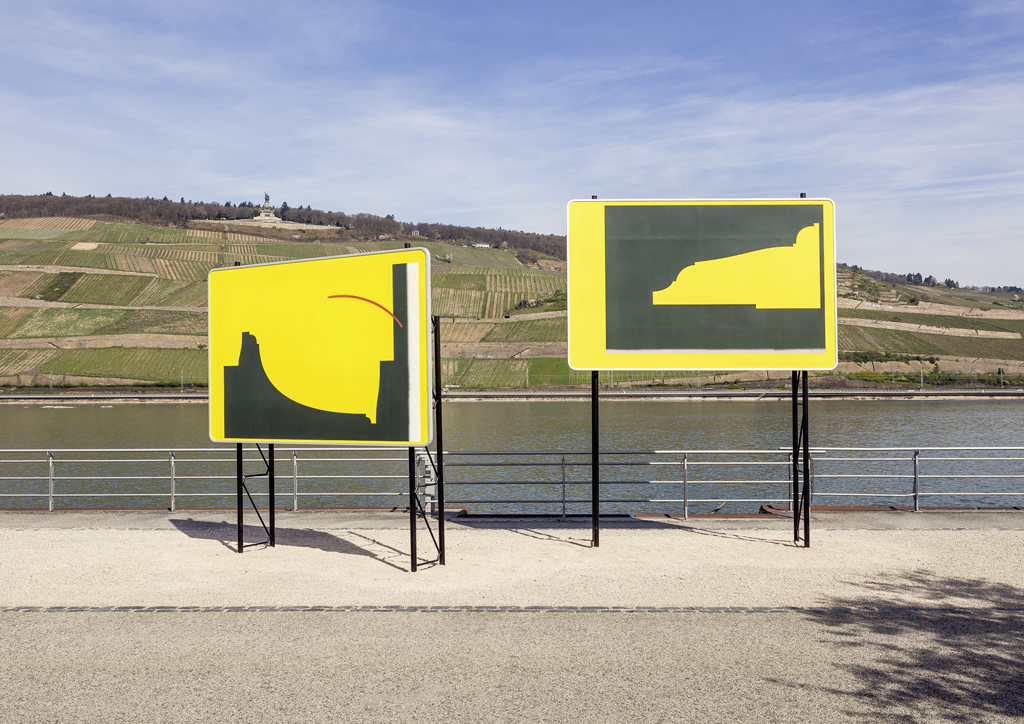
Jay Gard, Touristic Hint, Nah und Fern, Skulpturen-Triennale Bingen, 2017

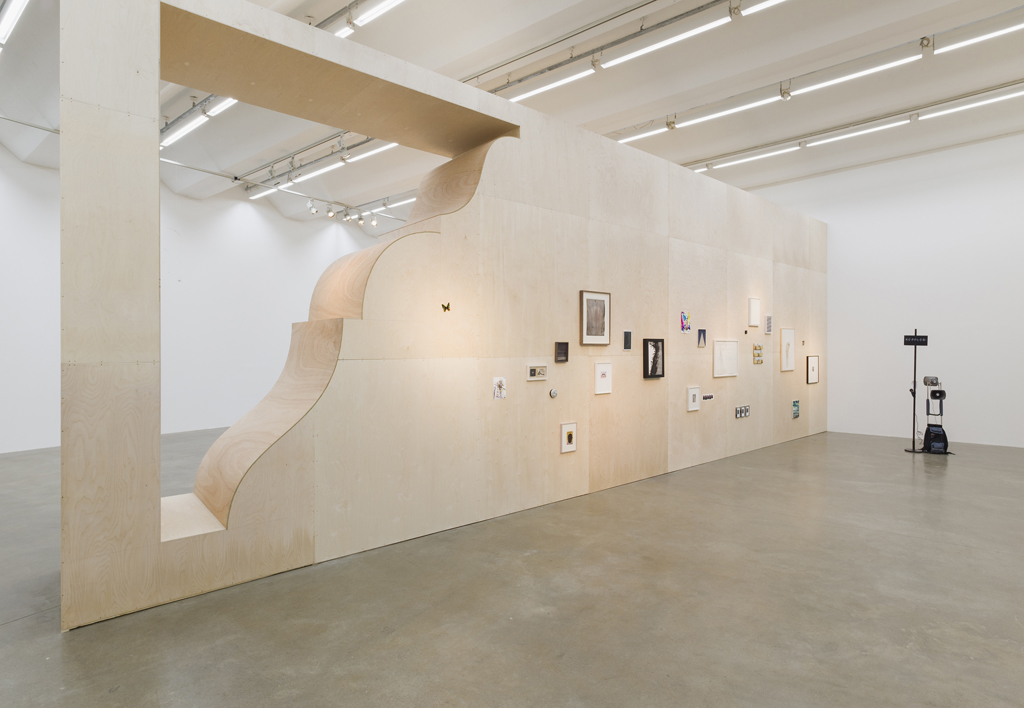
Jay Gard, Berliner Leiste im Rahmen von SMALL (Installationsansicht), Galerie Sexauer, Berlin, 2017

## Werk
Jay Gard konstruiert Werke, deren Bildsprache Ästhetik und Rationalität verbindet. Seine Arbeiten sind von strengen geometrischen Formen geprägt und konzeptionell strukturiert. Sie bestehen vor allem aus Holz, Sperrholz und Stahl, dessen Oberflächen er mit Industriefarben lackiert. Dabei können durchaus auch Verarbeitungsprozesse am Material – wie Schleifspuren, Winkel- oder Abmessungsberechnungen – für den Betrachter noch sichtbar bleiben.
Gards Werke umfassen sowohl raumgreifende Installationen als auch plastische Wandbilder. Sie zitieren und ironisieren mitunter kunst-, kultur- und designgeschichtliche Kodizes. Diese interpretiert und kontextualisiert er neu, in dem er ihnen ihre ursprüngliche Bedeutung entzieht. Dabei geht es ihm vor allem um die Motivation beim Produzieren von Kunst und Artefakten. Den rein kreativen Prozess und künstlerischen Moment selbst macht Gard zum Gegenstand seiner Arbeiten. In seinen aktuellen Werken widmet er sich Farbschemata und ihrer kompositorischen Wirkung.

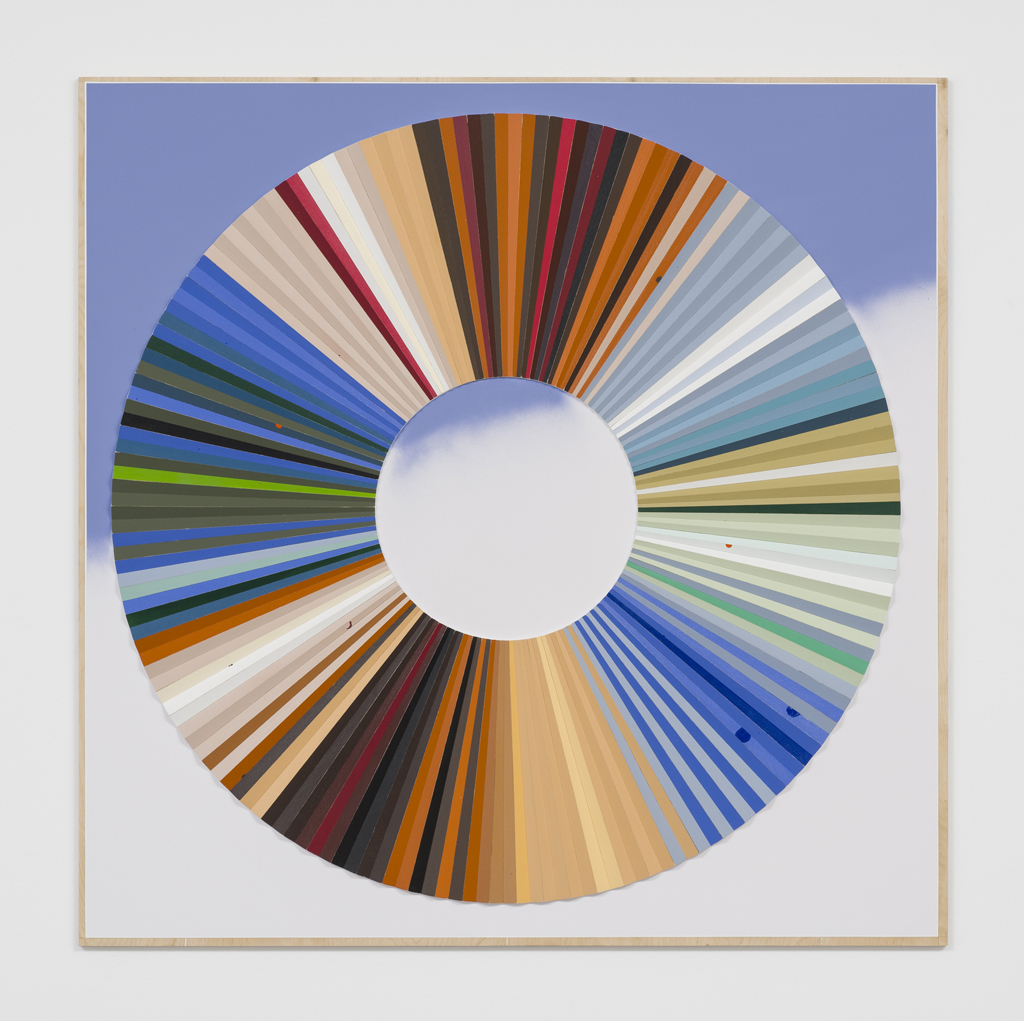
Jay Gard, Farbkreis Cecily (Cecily Brown, Bend Sinister), 2018

## Einzelausstellungen (Auswahl)
- 2019: Gabriele, Museum Gunzenhauser, Chemnitz, DE
- 2018: Colors, Gether Contemporary, Copenhagen, DK
- 2017: Zeichen unter Zeichen, SEXAUER, Berlin, DE
- 2017: It’s the Frame Not the Painting, Jonas Mekas Visual Arts Center, Vilnius, LT
- 2016: making things makes us human, Gether Contemporary, Kopenhagen, DK
- 2015: Wrong History, SEXAUER, Berlin, DE
- 2015: Jay Gard, Galerie Oelfrüh Cabinet, Hamburg, DE
- 2014: Everybody‘s Moving, Galerie B2, Leipzig, DE
- 2013: Jay Gard, SEXAUER, Berlin, DE
- 2013: The Jay Gard Picture Collection, We make it, Berlin, DE
- 2011: Fun House, Universal Cube, Leipzig, DE
- 2008: Hammertime, UFO Galerie, Halle / Saale, DE
- 2008: Double Gard, Half Gallery, New York, US

## Gruppenausstellungen (Auswahl)
- 2018: Ansbach Contemporary, Biennale für zeitgenössische Kunst, Ansbach, DE
- 2018: Ein Turm der Unmoeglichkeiten, König Galerie, Berlin, DE
- 2018: Melting Point, Kunst und Denker, Düsseldorf, DE
- 2017: Nah und Fern, Skulpturen Triennale Bingen, Bingen am Rhein, DE
- 2017: lower color, Botschaft, Uferhallen Wedding, Berlin, DE
- 2017: SMALL – an exploration of miniature, Sexauer, Berlin, DE
- 2016: Signale der Moderne, Stiftung Bauhaus Dessau, Dessau, DE
- 2016: Lithomania, Schaufenster, Berlin, DE
- 2015: Arcadia Unbound, Funkhaus, Berlin, Berlin, DE
- 2015: Spring Exhibition, Museum Charlottenborg, Kopenhagen, DK
- 2014: Booster – Kunst Sound Maschine, Museum Marta Herford, Herford, Herford, DE
- 2012: Neuzugänge zeitgenössischer Kunst im Kunstfonds, Vertretung des Freistaates Sachsen beim Bund, Berlin, DE
- 2011: Woodanfall, Loyal Arts Club, Kassel, DE
- 2010: Pavillon X, Galerie Jakopice, Ljubljana, SLO
- 2010: Blokkade, ABK, Stuttgart, DE
- 2009: Décohérence, Sortie d‘Artistes, Rennes, FR
- 2008: Wore, Jack The Pelican Presents, New York, US